# Campeonato Europeo de Tiro en 10 m de 2018
El XLVIII Campeonato Europeo de Tiro en 10 m se celebró en Győr (Hungría) entre el 19 y el 25 de febrero de 2018 bajo la organización de la Confederación Europea de Tiro (ESC) y la Federación Húngara de Tiro Deportivo.
Las competiciones se realizaron en la Audi Aréna de la capital magiar. 

## Resultados

### Masculino
| Evento                            | Oro                                          | Plata                                  | Bronce                             |
| --------------------------------- | -------------------------------------------- | -------------------------------------- | ---------------------------------- |
| Rifle de aire 10 m (23.02)        | Vladimir Maslennikov · Rusia · 251,0 pts. RM | Alexandr Driaguin · Rusia · 248,2 pts. | Petar Gorša · Croacia · 227,0 pts. |
| Rifle de aire 10 m (equipos)      | Rusia                                        | Croacia                                | Hungría                            |
| Pistola de aire 10 m (24.02)      | Yusuf Dikeç Turquía 241,6                    | Artiom Chernousov · Rusia · 239,8      | João Costa Portugal 218,8          |
| Pistola de aire 10 m (equipos)    | Ucrania                                      | Serbia                                 | Alemania                           |
| Blanco móvil 10 m (20.02)         | Emil Martinsson · Suecia                     | Jesper Nyberg · Suecia                 | Maxim Stepanov · Rusia             |
| Blanco móvil 10 m (equipos)       | Suecia · 1734                                | Rusia · 1721                           | Finlandia · 1716                   |
| Blanco móvil mixto 10 m (21.02)   | Vladislav Shchepotkin · Rusia · 388          | Maxim Stepanov · Rusia · 386           | László Boros · Hungría · 385       |
| Blanco móvil mixto 10 m (equipos) | Rusia · 1155                                 | Suecia · 1145                          | Hungría · 1135                     |

### Femenino
| Evento                            | Oro                                | Plata                                       | Bronce                                    |
| --------------------------------- | ---------------------------------- | ------------------------------------------- | ----------------------------------------- |
| Rifle de aire 10 m (23.02)        | Stine Nielsen Dinamarca 249,1 pts. | Katarzyna Komorowska · Polonia · 248,7 pts. | Manon Smeets · Países Bajos · 226,8 pts.  |
| Rifle de aire 10 m (equipos)      | Rumania                            | Dinamarca                                   | Ucrania                                   |
| Pistola de aire 10 m (24.02)      | Céline Goberville Francia 240,2    | Zorana Arunović Serbia 239,8                | Bobana Momčilović Veličković Serbia 219,0 |
| Pistola de aire 10 m (equipos)    | Rusia                              | Alemania                                    | Serbia                                    |
| Blanco móvil 10 m (20.02)         | Yuliya Eidenzon · Rusia            | Viktoriya Rybovalova · Ucrania              | Olga Stepanova · Rusia                    |
| Blanco móvil 10 m (equipos)       | Rusia · 1694                       | Ucrania · 1663                              | Hungría · 1617                            |
| Blanco móvil mixto 10 m (21.02)   | Olga Stepanova · Rusia · 381       | Yuliya Eidenzon · Rusia · 379 (+18)         | Halyna Avramenko · Ucrania · 379 (+17)    |
| Blanco móvil mixto 10 m (equipos) | Rusia · 1135                       | Ucrania · 1114                              | Hungría · 1025                            |

### Mixto
| Evento                    | Oro                                          | Plata                                           | Bronce                                    |
| ------------------------- | -------------------------------------------- | ----------------------------------------------- | ----------------------------------------- |
| Rifle 10 m (24.02)        | Rusia · Daria Vdovina · Vladimir Maslennikov | Serbia Andrea Arsović Milutin Stefanović        | Ucrania · Anna Ilina · Oleh Tsarkov       |
| Pistola 10 m (23.02)      | Rusia · Margarita Lomova · Artiom Chernousov | Serbia Zorana Arunović Damir Mikec              | Ucrania · Olena Kostevych · Oleh Omelchuk |
| Blanco móvil 10 m (21.02) | Rusia · Maxim Stepanov · Olga Stepanova      | Rusia · Vladislav Shchepotkin · Yuliya Eidenzon | Francia Nicolas Tranchant Florence Louis  |

## Medallero
| Núm. | País         | Oro | Plata | Bronce | Total |
| ---- | ------------ | --- | ----- | ------ | ----- |
| 1    | Rusia        | 12  | 6     | 2      | 20    |
| 2    | Suecia       | 2   | 2     | 0      | 4     |
| 3    | Ucrania      | 1   | 3     | 4      | 8     |
| 4    | Dinamarca    | 1   | 1     | 0      | 2     |
| 5    | Francia      | 1   | 0     | 1      | 2     |
| 6    | Rumania      | 1   | 0     | 0      | 1     |
| 6    | Turquía      | 1   | 0     | 0      | 1     |
| 8    | Serbia       | 0   | 4     | 2      | 6     |
| 9    | Alemania     | 0   | 1     | 1      | 2     |
| 9    | Croacia      | 0   | 1     | 1      | 2     |
| 11   | Polonia      | 0   | 1     | 0      | 1     |
| 12   | Hungría      | 0   | 0     | 5      | 5     |
| 13   | Finlandia    | 0   | 0     | 1      | 1     |
| 13   | Países Bajos | 0   | 0     | 1      | 1     |
| 13   | Portugal     | 0   | 0     | 1      | 1     |
|      | TOTAL        | 19  | 19    | 19     | 57    |